# الشيكات والأرصدة (منظمة)
الشيكات والأرصدة (بالإنجليزية: Checks and Balances) هي منظمة تشكلت من مجموعة من المحامين المحافظين والليبراليين في نوفمبر 2018. تتألف من أعضاء في الجمعية الفيدرالية المحافظة - التحررية، التي ساعدت إدارة ترامب في اختيار المعينين في المحاكم الفيدرالية. وكان من بين أعضاء الميثاق جورج كونواي، توم ريدج، بيتر د. كيسلر، جوناثان إتش أدلر، أورين كير، لوري إس. ماير، بول ماكنولتي، فيليب د. برادي، جون بي بيلينجر الثالث، كاري كوريديرو، بيتر كيسلر، ماريسا سي مالك، آلان تشارلز راؤول، بول روزنزويج وغيرهم. تم تشكيل المجموعة لتوفير صوت قانوني محافظ عندما: «ترامب يهاجم وزارة العدل ووسائل الإعلام الإخبارية.»
انتقد زعيم الجماعة الفيدرالية ليونارد ليو تشكيل المجموعة بشدة، قائلاً إنه وجد «الفرضية الأساسية للجماعة مسيئة إلى حد ما». قال عضو المنظمة بيتر كيسلر إن المجموعة تلقت «استجابة إيجابية للغاية»، بما في ذلك من أعضاء الجمعية الفيدرالية.